# 全国高等学校野球選手権大会 (沖縄県勢)
全国高等学校野球選手権大会における沖縄県勢の成績について記す。

## 大会結果
| 年度（大会）          | 代表校                                         | 試合結果                                       | 試合結果                                       | 成績                                           |
| --------------------- | ---------------------------------------------- | ---------------------------------------------- | ---------------------------------------------- | ---------------------------------------------- |
| 1958年（第40回大会）  | 首里（初出場）                                 | 1回戦                                          | ● 0 - 3 敦賀                                   | 初戦敗退                                       |
| 1962年（第44回大会）  | 沖縄（南九州・初出場）                         | 1回戦                                          | ● 4 - 6 広陵                                   | 初戦敗退                                       |
| 1963年（第45回大会）  | 首里（5年ぶり2回目）                           | 2回戦                                          | ○ 4 - 3 日大山形                               | 3回戦                                          |
| 1963年（第45回大会）  | 首里（5年ぶり2回目）                           | 3回戦                                          | ● 0 - 8 下関商                                 | 3回戦                                          |
| 1966年（第48回大会）  | 興南（南九州・初出場）                         | 1回戦                                          | ● 5 - 6 竜ヶ崎一（延長10回）                   | 初戦敗退                                       |
| 1968年（第50回大会）  | 興南（2年ぶり2回目）                           | 1回戦                                          | ○ 5 - 3 岡谷工                                 | ベスト4                                        |
| 1968年（第50回大会）  | 興南（2年ぶり2回目）                           | 2回戦                                          | ○ 8 - 5 岐阜南                                 | ベスト4                                        |
| 1968年（第50回大会）  | 興南（2年ぶり2回目）                           | 3回戦                                          | ○ 4 - 0 海星                                   | ベスト4                                        |
| 1968年（第50回大会）  | 興南（2年ぶり2回目）                           | 準々決勝                                       | ○ 10 - 4 盛岡一                                | ベスト4                                        |
| 1968年（第50回大会）  | 興南（2年ぶり2回目）                           | 準決勝                                         | ● 0 - 14 興国                                  | ベスト4                                        |
| 1972年（第54回大会）  | 名護（南九州・初出場）                         | 1回戦                                          | ● 4 - 5 足利工                                 | 初戦敗退                                       |
| 1973年（第55回大会）  | 前原（初出場）                                 | 2回戦                                          | ● 0 - 7 川越工                                 | 初戦敗退                                       |
| 1975年（第57回大会）  | 石川（初出場）                                 | 1回戦                                          | ○ 4 - 3 新潟商                                 | 2回戦                                          |
| 1975年（第57回大会）  | 石川（初出場）                                 | 2回戦                                          | ● 5 - 6x 浜松商                                | 2回戦                                          |
| 1976年（第58回大会）  | 豊見城（初出場）                               | 2回戦                                          | ○ 3 - 0 鹿児島実                               | ベスト8                                        |
| 1976年（第58回大会）  | 豊見城（初出場）                               | 3回戦                                          | ○ 2 - 1 小山                                   | ベスト8                                        |
| 1976年（第58回大会）  | 豊見城（初出場）                               | 準々決勝                                       | ● 0 - 1 星稜                                   | ベスト8                                        |
| 1977年（第59回大会）  | 豊見城（2年連続2回目）                         | 2回戦                                          | ○ 9 - 2 水島工                                 | ベスト8                                        |
| 1977年（第59回大会）  | 豊見城（2年連続2回目）                         | 3回戦                                          | ○ 1 - 0 広島商（延長11回）                     | ベスト8                                        |
| 1977年（第59回大会）  | 豊見城（2年連続2回目）                         | 準々決勝                                       | ● 3 - 8 東洋大姫路                             | ベスト8                                        |
| 1978年（第60回大会）  | 豊見城（3年連続3回目）                         | 2回戦                                          | ○ 3x - 2 我孫子（延長10回）                    | ベスト8                                        |
| 1978年（第60回大会）  | 豊見城（3年連続3回目）                         | 3回戦                                          | ○ 4 - 1 東筑                                   | ベスト8                                        |
| 1978年（第60回大会）  | 豊見城（3年連続3回目）                         | 準々決勝                                       | ● 5 - 6 岡山東商（延長10回）                   | ベスト8                                        |
| 1979年（第61回大会）  | 中部工（初出場）                               | 1回戦                                          | ● 3 - 4 前橋工                                 | 初戦敗退                                       |
| 1980年（第62回大会）  | 興南（12年ぶり3回目）                          | 2回戦                                          | ○ 7 - 2 新湊                                   | ベスト8                                        |
| 1980年（第62回大会）  | 興南（12年ぶり3回目）                          | 3回戦                                          | ○ 14 - 0 旭川大                                | ベスト8                                        |
| 1980年（第62回大会）  | 興南（12年ぶり3回目）                          | 準々決勝                                       | ● 0 - 3 早稲田実                               | ベスト8                                        |
| 1981年（第63回大会）  | 興南（2年連続4回目）                           | 1回戦                                          | ● 1 - 5 秋田経大付                             | 初戦敗退                                       |
| 1982年（第64回大会）  | 興南（3年連続5回目）                           | 1回戦                                          | ○ 3 - 2 明野                                   | 3回戦                                          |
| 1982年（第64回大会）  | 興南（3年連続5回目）                           | 2回戦                                          | ○ 2 - 1 熊谷                                   | 3回戦                                          |
| 1982年（第64回大会）  | 興南（3年連続5回目）                           | 3回戦                                          | ● 2 - 4 広島商                                 | 3回戦                                          |
| 1983年（第65回大会）  | 興南（4年連続6回目）                           | 1回戦                                          | ○ 2x - 1 長野商（延長10回）                    | 2回戦                                          |
| 1983年（第65回大会）  | 興南（4年連続6回目）                           | 2回戦                                          | ● 3 - 4 広島商                                 | 2回戦                                          |
| 1984年（第66回大会）  | 沖縄水産（初出場）                             | 1回戦                                          | ○ 4 - 0 篠ノ井                                 | 2回戦                                          |
| 1984年（第66回大会）  | 沖縄水産（初出場）                             | 2回戦                                          | ● 1 - 2 鎮西                                   | 2回戦                                          |
| 1985年（第67回大会）  | 沖縄水産（2年連続2回目）                       | 1回戦                                          | ○ 11 - 1 函館有斗                              | 3回戦                                          |
| 1985年（第67回大会）  | 沖縄水産（2年連続2回目）                       | 2回戦                                          | ○ 3 - 1 旭川竜谷                               | 3回戦                                          |
| 1985年（第67回大会）  | 沖縄水産（2年連続2回目）                       | 3回戦                                          | ● 5 - 6x 鹿児島商工                            | 3回戦                                          |
| 1986年（第68回大会）  | 沖縄水産（3年連続3回目）                       | 2回戦                                          | ○ 12 - 1 帯広三条                              | ベスト8                                        |
| 1986年（第68回大会）  | 沖縄水産（3年連続3回目）                       | 3回戦                                          | ○ 14 - 0 京都商                                | ベスト8                                        |
| 1986年（第68回大会）  | 沖縄水産（3年連続3回目）                       | 準々決勝                                       | ● 3 - 4x 松山商                                | ベスト8                                        |
| 1987年（第69回大会）  | 沖縄水産（4年連続4回目）                       | 1回戦                                          | ○ 3 - 2 函館有斗                               | 2回戦                                          |
| 1987年（第69回大会）  | 沖縄水産（4年連続4回目）                       | 2回戦                                          | ● 0 - 7 常総学院                               | 2回戦                                          |
| 1988年（第70回大会）  | 沖縄水産（5年連続5回目）                       | 1回戦                                          | ○ 4 - 2 富山商                                 | ベスト4                                        |
| 1988年（第70回大会）  | 沖縄水産（5年連続5回目）                       | 2回戦                                          | ○ 5 - 1 宮崎南                                 | ベスト4                                        |
| 1988年（第70回大会）  | 沖縄水産（5年連続5回目）                       | 3回戦                                          | ○ 4 - 1 愛工大名電                             | ベスト4                                        |
| 1988年（第70回大会）  | 沖縄水産（5年連続5回目）                       | 準々決勝                                       | ○ 2x - 1 浜松商                                | ベスト4                                        |
| 1988年（第70回大会）  | 沖縄水産（5年連続5回目）                       | 準決勝                                         | ● 1 - 5 福岡第一                               | ベスト4                                        |
| 1989年（第71回大会）  | 石川（14年ぶり2回目）                          | 2回戦                                          | ● 1 - 5 弘前工                                 | 初戦敗退                                       |
| 1990年（第72回大会）  | 沖縄水産（2年ぶり6回目）                       | 1回戦                                          | ○ 7 - 1 高崎商                                 | 準優勝                                         |
| 1990年（第72回大会）  | 沖縄水産（2年ぶり6回目）                       | 2回戦                                          | ○ 12 - 5 甲府工                                | 準優勝                                         |
| 1990年（第72回大会）  | 沖縄水産（2年ぶり6回目）                       | 3回戦                                          | ○ 5 - 2 八幡商                                 | 準優勝                                         |
| 1990年（第72回大会）  | 沖縄水産（2年ぶり6回目）                       | 準々決勝                                       | ○ 8 - 5 横浜商                                 | 準優勝                                         |
| 1990年（第72回大会）  | 沖縄水産（2年ぶり6回目）                       | 準決勝                                         | ○ 6 - 1 山陽                                   | 準優勝                                         |
| 1990年（第72回大会）  | 沖縄水産（2年ぶり6回目）                       | 決勝                                           | ● 0 - 1 天理                                   | 準優勝                                         |
| 1991年（第73回大会）  | 沖縄水産（2年連続7回目）                       | 1回戦                                          | ○ 4 - 3 北照                                   | 準優勝                                         |
| 1991年（第73回大会）  | 沖縄水産（2年連続7回目）                       | 2回戦                                          | ○ 6 - 5 明徳義塾                               | 準優勝                                         |
| 1991年（第73回大会）  | 沖縄水産（2年連続7回目）                       | 3回戦                                          | ○ 7 - 5 宇部商                                 | 準優勝                                         |
| 1991年（第73回大会）  | 沖縄水産（2年連続7回目）                       | 準々決勝                                       | ○ 6 - 4 柳川                                   | 準優勝                                         |
| 1991年（第73回大会）  | 沖縄水産（2年連続7回目）                       | 準決勝                                         | ○ 7 - 6 鹿児島実                               | 準優勝                                         |
| 1991年（第73回大会）  | 沖縄水産（2年連続7回目）                       | 決勝                                           | ● 8 - 13 大阪桐蔭                              | 準優勝                                         |
| 1992年（第74回大会）  | 沖縄尚学（30年ぶり2回目）                      | 1回戦                                          | ○ 5x - 4 桐蔭学園（延長12回）                  | 2回戦                                          |
| 1992年（第74回大会）  | 沖縄尚学（30年ぶり2回目）                      | 2回戦                                          | ● 2 - 3 三重                                   | 2回戦                                          |
| 1993年（第75回大会）  | 浦添商（初出場）                               | 1回戦                                          | ● 1 - 6 横浜商大                               | 初戦敗退                                       |
| 1994年（第76回大会）  | 那覇商（初出場）                               | 2回戦                                          | ○ 4 - 2 横浜                                   | 3回戦                                          |
| 1994年（第76回大会）  | 那覇商（初出場）                               | 3回戦                                          | ● 1 - 2 佐賀商                                 | 3回戦                                          |
| 1995年（第77回大会）  | 沖縄水産（4年ぶり8回目）                       | 2回戦                                          | ● 1 - 4 東海大山形                             | 初戦敗退                                       |
| 1996年（第78回大会）  | 前原（23年ぶり2回目）                          | 2回戦                                          | ● 0 - 1x 前橋工                                | 初戦敗退                                       |
| 1997年（第79回大会）  | 浦添商（4年ぶり2回目）                         | 1回戦                                          | ○ 9 - 2 岩倉                                   | ベスト4                                        |
| 1997年（第79回大会）  | 浦添商（4年ぶり2回目）                         | 2回戦                                          | ○ 8 - 4 秋田商                                 | ベスト4                                        |
| 1997年（第79回大会）  | 浦添商（4年ぶり2回目）                         | 3回戦                                          | ○ 7 - 4 春日部共栄                             | ベスト4                                        |
| 1997年（第79回大会）  | 浦添商（4年ぶり2回目）                         | 準々決勝                                       | ○ 11 - 1 市船橋                                | ベスト4                                        |
| 1997年（第79回大会）  | 浦添商（4年ぶり2回目）                         | 準決勝                                         | ● 0 - 1x 智弁和歌山（延長10回）                | ベスト4                                        |
| 1998年（第80回大会）  | 沖縄水産（3年ぶり9回目）                       | 1回戦                                          | ● 4 - 5 埼玉栄                                 | 初戦敗退                                       |
| 1999年（第81回大会）  | 沖縄尚学（7年ぶり3回目）                       | 1回戦                                          | ○ 8 - 4 酒田南                                 | 2回戦                                          |
| 1999年（第81回大会）  | 沖縄尚学（7年ぶり3回目）                       | 2回戦                                          | ● 0 - 4 都城                                   | 2回戦                                          |
| 2000年（第82回大会）  | 那覇（初出場）                                 | 2回戦                                          | ○ 2 - 1 中京商（延長11回）                     | 3回戦                                          |
| 2000年（第82回大会）  | 那覇（初出場）                                 | 3回戦                                          | ● 2 - 12 育英                                  | 3回戦                                          |
| 2001年（第83回大会）  | 宜野座（初出場）                               | 1回戦                                          | ○ 7 - 1 仙台育英                               | 2回戦                                          |
| 2001年（第83回大会）  | 宜野座（初出場）                               | 2回戦                                          | ● 1 - 4 日本航空                               | 2回戦                                          |
| 2002年（第84回大会）  | 中部商（初出場）                               | 1回戦                                          | ● 8 - 11 帝京                                  | 初戦敗退                                       |
| 2003年（第85回大会）  | 沖縄尚学（4年ぶり4回目）                       | 2回戦                                          | ○ 4 - 0 市岐阜商                               | 3回戦                                          |
| 2003年（第85回大会）  | 沖縄尚学（4年ぶり4回目）                       | 3回戦                                          | ● 0 - 1 江の川                                 | 3回戦                                          |
| 2004年（第86回大会）  | 中部商（2年ぶり2回目）                         | 2回戦                                          | ● 6 - 11 酒田南                                | 初戦敗退                                       |
| 2005年（第87回大会）  | 沖縄尚学（2年ぶり5回目）                       | 1回戦                                          | ○ 4 - 1 松商学園                               | 2回戦                                          |
| 2005年（第87回大会）  | 沖縄尚学（2年ぶり5回目）                       | 2回戦                                          | ● 2 - 4 酒田南                                 | 2回戦                                          |
| 2006年（第88回大会）  | 八重山商工（初出場）                           | 1回戦                                          | ○ 9 - 6 千葉経大付（延長10回）                 | 3回戦                                          |
| 2006年（第88回大会）  | 八重山商工（初出場）                           | 2回戦                                          | ○ 5 - 3 松代                                   | 3回戦                                          |
| 2006年（第88回大会）  | 八重山商工（初出場）                           | 3回戦                                          | ● 3 - 8 智弁和歌山                             | 3回戦                                          |
| 2007年（第89回大会）  | 興南（24年ぶり7回目）                          | 1回戦                                          | ○ 3 - 2 岡山理大付                             | 2回戦                                          |
| 2007年（第89回大会）  | 興南（24年ぶり7回目）                          | 2回戦                                          | ● 2 - 5 文星芸大付                             | 2回戦                                          |
| 2008年（第90回大会）  | 浦添商（11年ぶり3回目）                        | 1回戦                                          | ○ 7 - 0 飯塚                                   | ベスト4                                        |
| 2008年（第90回大会）  | 浦添商（11年ぶり3回目）                        | 2回戦                                          | ○ 12 - 9 千葉経大付                            | ベスト4                                        |
| 2008年（第90回大会）  | 浦添商（11年ぶり3回目）                        | 3回戦                                          | ○ 3 - 1 関東一                                 | ベスト4                                        |
| 2008年（第90回大会）  | 浦添商（11年ぶり3回目）                        | 準々決勝                                       | ○ 4 - 3 慶応（延長10回）                       | ベスト4                                        |
| 2008年（第90回大会）  | 浦添商（11年ぶり3回目）                        | 準決勝                                         | ● 4 - 9 常葉菊川                               | ベスト4                                        |
| 2009年（第91回大会）  | 興南（2年ぶり8回目）                           | 1回戦                                          | ● 3 - 4 明豊                                   | 初戦敗退                                       |
| 2010年（第92回大会）  | 興南（2年連続9回目）                           | 1回戦                                          | ○ 9 - 0 鳴門                                   | 優勝 春夏連覇                                  |
| 2010年（第92回大会）  | 興南（2年連続9回目）                           | 2回戦                                          | ○ 8 - 2 明徳義塾                               | 優勝 春夏連覇                                  |
| 2010年（第92回大会）  | 興南（2年連続9回目）                           | 3回戦                                          | ○ 4 - 1 仙台育英                               | 優勝 春夏連覇                                  |
| 2010年（第92回大会）  | 興南（2年連続9回目）                           | 準々決勝                                       | ○ 10 - 3 聖光学院                              | 優勝 春夏連覇                                  |
| 2010年（第92回大会）  | 興南（2年連続9回目）                           | 準決勝                                         | ○ 6 - 5 報徳学園                               | 優勝 春夏連覇                                  |
| 2010年（第92回大会）  | 興南（2年連続9回目）                           | 決勝                                           | ○ 13 - 1 東海大相模                            | 優勝 春夏連覇                                  |
| 2011年（第93回大会）  | 糸満（初出場）                                 | 1回戦                                          | ● 1 - 4 英明                                   | 初戦敗退                                       |
| 2012年（第94回大会）  | 浦添商（4年ぶり4回目）                         | 1回戦                                          | ○ 6 - 4 愛工大名電                             | 3回戦                                          |
| 2012年（第94回大会）  | 浦添商（4年ぶり4回目）                         | 2回戦                                          | ○ 6 - 1 滝川二                                 | 3回戦                                          |
| 2012年（第94回大会）  | 浦添商（4年ぶり4回目）                         | 3回戦                                          | ● 1 - 4 桐光学園                               | 3回戦                                          |
| 2013年（第95回大会）  | 沖縄尚学（8年ぶり6回目）                       | 1回戦                                          | ○ 8 - 7 福知山成美                             | 2回戦                                          |
| 2013年（第95回大会）  | 沖縄尚学（8年ぶり6回目）                       | 2回戦                                          | ● 3 - 4 弘前学院聖愛                           | 2回戦                                          |
| 2014年（第96回大会）  | 沖縄尚学（2年連続7回目）                       | 2回戦                                          | ○ 3 - 1 作新学院                               | ベスト8                                        |
| 2014年（第96回大会）  | 沖縄尚学（2年連続7回目）                       | 3回戦                                          | ○ 6x - 5 二松学舎大付                          | ベスト8                                        |
| 2014年（第96回大会）  | 沖縄尚学（2年連続7回目）                       | 準々決勝                                       | ● 3 - 9 三重                                   | ベスト8                                        |
| 2015年（第97回大会）  | 興南（5年ぶり10回目）                          | 2回戦                                          | ○ 6x - 5 石見智翠館                            | ベスト8                                        |
| 2015年（第97回大会）  | 興南（5年ぶり10回目）                          | 3回戦                                          | ○ 4 - 3 鳥羽                                   | ベスト8                                        |
| 2015年（第97回大会）  | 興南（5年ぶり10回目）                          | 準々決勝                                       | ● 4 - 5 関東第一                               | ベスト8                                        |
| 2016年（第98回大会）  | 嘉手納（初出場）                               | 2回戦                                          | ○ 10 - 3 前橋育英                              | 3回戦                                          |
| 2016年（第98回大会）  | 嘉手納（初出場）                               | 3回戦                                          | ● 5 - 13 明徳義塾                              | 3回戦                                          |
| 2017年（第99回大会）  | 興南（2年ぶり11回目）                          | 1回戦                                          | ● 6 - 9 智弁和歌山                             | 初戦敗退                                       |
| 2018年（第100回大会） | 興南（2年連続12回目）                          | 1回戦                                          | ○ 6 - 2 土浦日大                               | 2回戦                                          |
| 2018年（第100回大会） | 興南（2年連続12回目）                          | 2回戦                                          | ● 0 - 7 木更津総合                             | 2回戦                                          |
| 2019年（第101回大会） | 沖縄尚学（5年ぶり8回目）                       | 1回戦                                          | ● 4 - 5 習志野（延長10回）                     | 初戦敗退                                       |
| 2020年（第102回大会） | （新型コロナウイルス感染症流行による大会中止） | （新型コロナウイルス感染症流行による大会中止） | （新型コロナウイルス感染症流行による大会中止） | （新型コロナウイルス感染症流行による大会中止） |
| 2021年（第103回大会） | 沖縄尚学（2大会連続9回目）                     | 1回戦                                          | ○ 8 - 0 阿南光                                 | 2回戦                                          |
| 2021年（第103回大会） | 沖縄尚学（2大会連続9回目）                     | 2回戦                                          | ● 0 - 4 盛岡大付                               | 2回戦                                          |
| 2022年（第104回大会） | 興南（4年ぶり13回目）                          | 1回戦                                          | ● 5 - 6x 市船橋                                | 初戦敗退                                       |
| 2023年（第105回大会） | 沖縄尚学（2年ぶり10回目）                      | 2回戦                                          | ○ 3 - 0 いなべ総合                             | ベスト8                                        |
| 2023年（第105回大会） | 沖縄尚学（2年ぶり10回目）                      | 3回戦                                          | ○ 5 - 1 創成館                                 | ベスト8                                        |
| 2023年（第105回大会） | 沖縄尚学（2年ぶり10回目）                      | 準々決勝                                       | ● 2 - 7 慶応                                   | ベスト8                                        |
| 2024年（第106回大会） | 興南（2年ぶり14回目）                          | 1回戦                                          | ● 0 - 5 大阪桐蔭                               | 初戦敗退                                       |
| 2025年（第107回大会） | 沖縄尚学（2年ぶり11回目）                      | 1回戦                                          | ○ 1 - 0 金足農                                 |                                                |
| 2025年（第107回大会） | 沖縄尚学（2年ぶり11回目）                      | 2回戦                                          | ○ 3 - 0 鳴門                                   |                                                |
| 2025年（第107回大会） | 沖縄尚学（2年ぶり11回目）                      | 3回戦                                          | ○ 5 - 3 仙台育英（延長11回TB）                 |                                                |
| 2025年（第107回大会） | 沖縄尚学（2年ぶり11回目）                      | 準々決勝                                       | ○ 2 - 1 東洋大姫路                             |                                                |
| 2025年（第107回大会） | 沖縄尚学（2年ぶり11回目）                      | 準決勝                                         | - 山梨学院                                     |                                                |

## 通算成績
第107回大会準々決勝終了時
| 出場 | 試合 | 勝利 | 敗戦 | 引分 | 勝率 | 優勝 | 準優勝 | ベスト4 | ベスト8 |
| ---- | ---- | ---- | ---- | ---- | ---- | ---- | ------ | ------- | ------- |
| 57   | 132  | 77   | 55   | 0    | .583 | 1    | 2      | 4       | 8       |

## 学校別成績
| 校名       | 出場 | 直近出場 | 通算成績 | 最高成績 | 前身校 |
| ---------- | ---- | -------- | -------- | -------- | ------ |
| 興南       | 14回 | 2024年   | 19勝13敗 | 優勝1回  |        |
| 沖縄尚学   | 11回 | 2025年   | 14勝10敗 | ベスト8  | 沖縄   |
| 沖縄水産   | 9回  | 1998年   | 20勝9敗  | 準優勝   |        |
| 浦添商     | 4回  | 2012年   | 10勝4敗  | ベスト4  |        |
| 豊見城     | 3回  | 1978年   | 6勝3敗   | ベスト8  |        |
| 首里       | 2回  | 1963年   | 1勝2敗   | 3回戦    |        |
| 石川       | 2回  | 1989年   | 1勝2敗   | 2回戦    |        |
| 前原       | 2回  | 1996年   | 0勝2敗   | 初戦敗退 |        |
| 中部商     | 2回  | 2005年   | 0勝2敗   | 初戦敗退 |        |
| 八重山商工 | 1回  | 2006年   | 2勝1敗   | 3回戦    |        |
| 那覇商     | 1回  | 1994年   | 1勝1敗   | 3回戦    |        |
| 那覇       | 1回  | 2000年   | 1勝1敗   | 3回戦    |        |
| 嘉手納     | 1回  | 2016年   | 1勝1敗   | 3回戦    |        |
| 宜野座     | 1回  | 2001年   | 1勝1敗   | 2回戦    |        |
| 名護       | 1回  | 1972年   | 0勝1敗   | 初戦敗退 |        |
| 美来工科   | 1回  | 1979年   | 0勝1敗   | 初戦敗退 | 中部工 |
| 糸満       | 1回  | 2011年   | 0勝1敗   | 初戦敗退 |        |